# Pohraniční stráž Znojmo

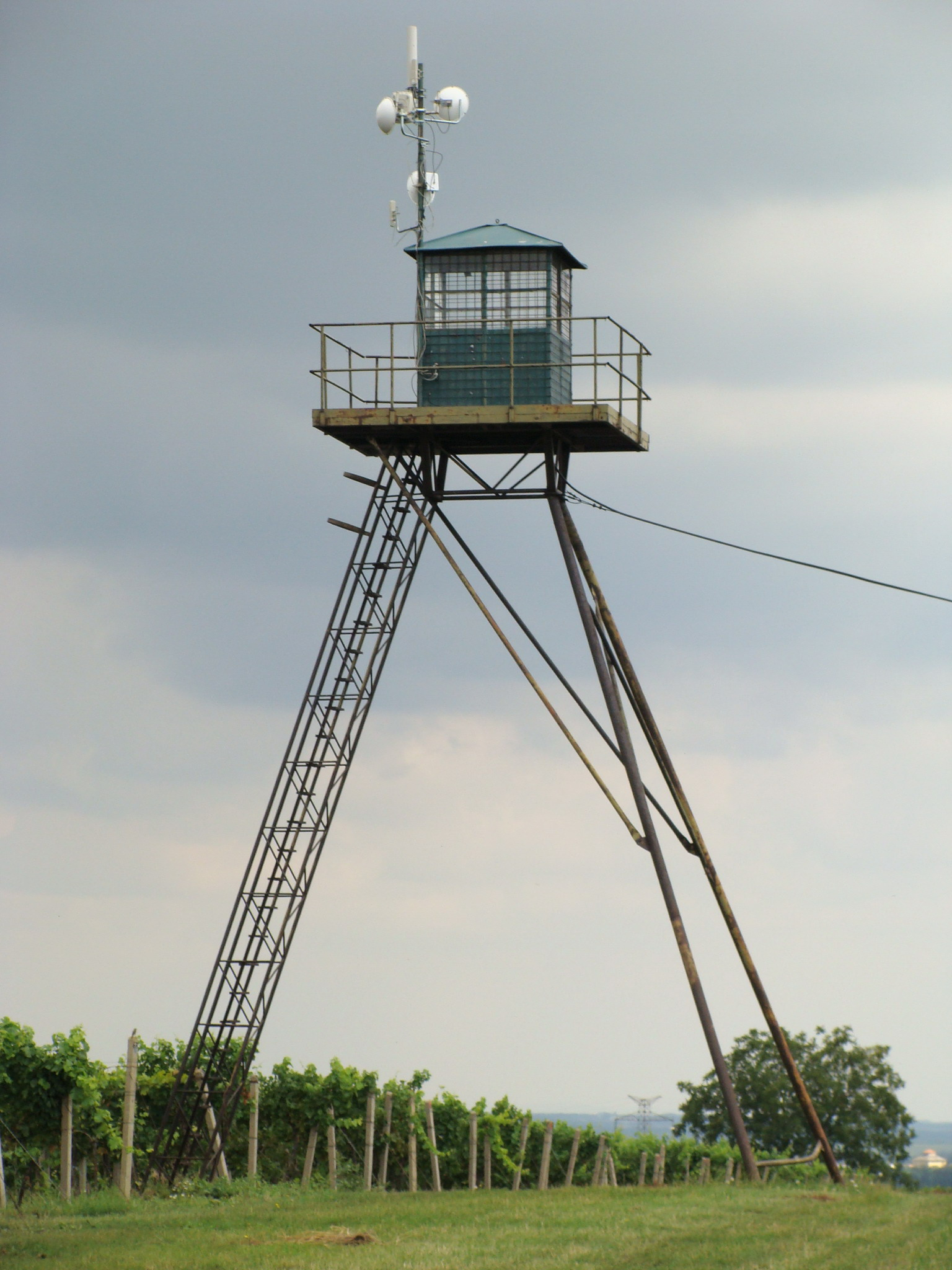
Strážní věž (405 m n. m.) tzv. „Špačkárna“ je součástí Památníku železné opony v Čížově, který je jedinou dochovanou ukázkou části bývalé želené opony v tehdejší Československé socialistické republice

Útvary Pohraniční stráže vznikaly od začátku roku 1951. Zajišťovaly bezpečnost státní hranice, vojenskou ostrahu, celní ostrahu a spolupůsobily při veřejné bezpečnosti. V červenci 1949 vznikl úsek podél německé a rakouské hranice podléhající přímo SNB – útvaru 9600 Praha. V lednu 1951 došlo ke zrušení praporu PS SNB Znojmo. Nový pohraniční oddíl ve Znojmě nesl název 4. znojemský pohraniční oddíl Ministerstva národní bezpečnosti (MNB) – PS – útvar 5688 Znojmo. V počáteční fázi docházelo na státní hranici k budování tzv. nové sestavy Pohraniční stráže. Jednalo se hlavně o zavedení opatření (nastartovaná) z roku 1951 jako například trojnásobné zvýšení plánovaných počtů pohraničníků, rozdělení na směr hlavní (státní hranice s NSR) a vedlejší (státní hranice s Rakouskem a část, později celá, hranice s NDR), dotování útvarů na západní hranici zvýšenými počty zabezpečovacích jednotek, velitelských článků, zřízení poddůstojnických škol a nebo hustší rozmístění pohraničních rot. Započalo se s plánováním (vzápětí s realizací) ženijnětechnického zabezpečení (ŽTZ). Byl vydán zákon o Pohraniční stráži a nařízení ministra národní bezpečnosti o právu příslušníka PS použít zbraně, řídící ustanovení o pohraničním území a na podzim 1951 předpis k zákonu o PS č. 69/1951 Sb.
Poté následovalo splnění myšlenky „nedotknutelnosti hranice”. Nejrychleji se podařilo splnit (do počátku roku 1952) dislokaci jednotek, kde největším problémem byly vhodné objekty. Jakmile útvary PS vyřešily otázku ubytování a hustějšího rozmístění blíže hranici, započaly budovat ŽTZ. Roty připravovaly orný pás, kácely průseky, vztyčovaly pozorovatelny, drátěné zátarasy s elektrifikací a minovaly. Ve spolupráci s bezpečnostními složkami a národními výbory zavedla PS zóny s omezeným vstupem, čímž bylo znemožněno místnímu obyvatelstvu se podílet na útěcích přes státní hranici a tzv. „převádění”. Tím se také dařilo udržet ženijnětechnická opatření a způsob ochrany státní hranice v utajení. „Během na dlouhou trať“ se stalo dlouhodobé zajištění funkčního systému, kdy se tyto snahy objevovaly zejména v letech 1954 a 1955. Začínalo se také více dbát na bezpečnost pohraničníků či vojáků základní služby. Pravidla pro instalaci nástrahovadel, zapojení elektřiny do EZOH se specificky zkonkretizovala a upravila, takže údržbu zajišťovali specializovaní vojáci. Kvůli vysoké spotřebě elektrické energie v průmyslu docházelo však k vypínání elektrického proudu v době soumraku a nad ránem.
V začátcích budování socialismu dostala brigáda pro přesuny více dopravních prostředků, mohla telefonizovat pozorovatelny a trasu DZ, disponovala více traktory k údržbě orného pásu atd. Některá nadbytečná místa zrušila a vytvořila tabulková místa pro specialisty. Neméně důležité bylo i zavazování si místních civilistů (prověřené obyvatelstvo v Hraničním pásmu) pro získávání informací. Poslední rozšíření Hraničního pásma proběhlo u znojemské brigády v létě 1953. Následovalo hned po skončení jeho vysídlení k 1. květnu 1952. Poslední do praxe uvedená železná opona měla podobu 20 metrů širokého pásu s drátěným zátarasem a signální stěnou, oraným pásem ošetřovaným totálními herbicidy a obslužnou asfaltovou silnicí. Součástí byla i různá přídavná ženijní zařízení – ježkové a jehlanové zátarasy, dělobuchy, osvětlovací rampy nebo strážní věže. Během totality se občané pokoušeli překročit státní hranici nejrůznějšími způsoby. Většinu z nich PS zadržela nebo zastřelila. Zadržení byli odsouzeni k vysokým trestům ve vězeních nebo k trestu smrti. Rodiny a přátele odsouzených, ale i zemřelých, pak čekala ze strany státu perzekuce. Rokem 1991 totalitní ostraha hranice definitivně skončila.

## Vznik a posilování brigády
Na moravském úseku státní hranice s Rakouskem došlo rozkazem velitele PS čj. Rd-002764/1-50 z 30. prosince 1950 v lednu 1951 ke zrušení dosavadního praporu PS Znojmo s krycím označením PS-útvar 7196 a ke zřízení pohraničního oddílu s velitelstvím v témže městě (PS-útvar 5688 Znojmo). Z rozkazu velitele tak vznikly v rámci znojemského oddílu 4 prapory – v Jemnici, Znojmě, Hrušovanech nad Jevišovkou a Břeclavi. Pod tato velitelství praporů spadalo 20 pohraničních rot. Vznik nového znojemského oddílu doprovázela řada problémů. Pohraničníci neměli dostatečné vzdělání, chyběli služební psi, některé pozice se nedařilo obsadit atd. Na území 4. znojemského pohraničního oddílu bylo velké procento úspěšnosti při pokusech o přechod státní hranice do Rakouska (mezi 19–23 hodinou a 3–7 hodinou ranní), takže došlo k navýšení stavu a prapor nesl následně název 4. brigáda PS Znojmo.
4. rota z Podhradí byla přesunuta blíže k hranici do Uherčic. Jednalo se o 4. záložní rotu Uherčice spadající pod 1. prapor Jemnice. Na starost měla hraniční úsek dlouhý 9 950 m. V roce 1951 se započalo s budováním kontrolního pásu a již v roce 1952 se 1. praporu Jemnice podařilo zadržet 19 narušitelů. Pohraniční roty Mikulov, Valtice a Uherčice působily jednak daleko od státní hranice, ale také jejich umístění v centru obce stěžovalo práci v utajení. Posílení brigády v roce 1955 souviselo s opuštěním dosud okupovaného rakouského území Rudou armádou. Nové velitelství praporu ve Vranově nad Dyjí vzniklo zrušením praporu Pivoň. Nová rota byla umístěna ve Valticích do prostoru celnice a druhá v lokalitě Doubravka (Dúbravka). Ve štábu proběhlo i posílení tří exponovaných oddělení: operačního, zpravodajského a oddělení bojové přípravy. V roce 1953 začaly vznikat u PS Znojmo (ale i Cheb, Bratislava a České Budějovice) první jednotky pomocníků PS.

### Spolupráce s místním obyvatelstvem
Po vzniku hraničního pásma bylo „státně nespolehlivé“ obyvatelstvo vystěhováno a zakázané pásmo museli místní obyvatelé opustit zcela. Do zakázaného pásma měli přístup jen pohraničníci, popřípadě lesníci a zemědělští brigádníci se speciálním povolením a pod dohledem PS. V bezprostřední blízkosti hranic a v okolí rot zůstaly jen prověřené osoby, které byly označeny za „spolehlivé”.

### Pomocníci Pohraniční stráže
Pomocníci Pohraniční stráže byli zřízeni rozkazem velitele PS č. 00171 ze dne 24. července 1954, ale fungovali již mnohem dříve. PPS měli vlastní organizační strukturu. Nejmenší jednotkou bylo družstvo (do deseti osob), pak následovala četa a v čele družstva nebo čety stál velitel pomocníků PS. Režimem prověření pomocníci odhalovali „narušitele hranic“ a poté informovali pohraničníky, účastnili se pohraničních operacích, chránili tzv. státní a družstevní majetek. Stali se nedílnou součástí ochrany státní hranice v uvedeném úseku. Jednalo se hlavně o zaměstnance státních statků, státních lesů a bývalé příslušníky PS, kteří v pohraničí po ukončení vojenské základní služby zůstali natrvalo. Svoji službu (udávání) prováděli nejprve zdarma, později byli symbolicky odměňováni monočlánky do baterek a v době potřeby zesílení informátorství dostávali tzv. „šlapné" podle odpracovaných hodin (v řádu několika set korun ročně). Mezi stanovišti PS bylo vybudováno stálé polní telefonní spojení. Pomocníci PS byli vybaveni skládacími přenosnými mikrotelefony (pojítky), které mohli zapojit do telefonního vedení jednoduchými zástrčkami v prostorech střežení (ale i v obcích) a podávat hlášení.
Rozkazem MV ČSR byl 25. června 1955 zřízen prapor PS Vranov nad Dyjí. V roce 1958 se v příhraničních obcích utvářely pionýrské oddíly Mladých strážců hranic. V roce 1959 se začínají rozpouštět jezdecké jednotky a brigáda byla motorizována terénními vozy GAZ 69 (dříve bojové Tudory Š-1101 P). Od 1. dubna 1963 se na základě vyhlášky ministerstva zahraničního obchodu započalo s rušením celnic, jejichž počet klesl na čtyřicet. Téhož roku byl 29. dubna udělen svazku PS Znojmo Řád práce. V roce 1964 se pohraničníci pustili do postupného rušení elektrifikovaného drátěného zátarasu. Souběžně s kontrolním pásem byly budovány signální stěny SP – U60. Konec elektrifikace zátarasu nastal až k 1. červnu 1966. 18. června 1965 NS ČSSR schválilo zákon o cestovních dokladech a zákon o pobytu cizinců na území ČSSR. PS Znojmo zorganizovala v tomto roce soutěž o nejlepší výsledky ve sklizni sena. Brigáda ve Znojmě byla vybavena novou bojovou technikou – obrněnými transportéry, bezzákluzovými kanóny, větším počtem automobilové techniky. 25. ledna 1967 zasahovala PS Znojmo v nočních hodinách při k pokusu o narušení SH Rakouska třemi osobami za použití nákladního automobilu Tatra. Pohraničníci pokus zmařili a to i za použití zbraně.
| Sestava 3. oddílu PS Znojmo – leden 1951 | Sestava 3. oddílu PS Znojmo – leden 1951 | Sestava 3. oddílu PS Znojmo – leden 1951 | Sestava 3. oddílu PS Znojmo – leden 1951 | Sestava 3. oddílu PS Znojmo – leden 1951 | Sestava 3. oddílu PS Znojmo – leden 1951 |
| PRAPOR                                   | ROTA                                     | ROTA                                     | ROTA                                     | ROTA                                     | ROTA                                     |
| ---------------------------------------- | ---------------------------------------- | ---------------------------------------- | ---------------------------------------- | ---------------------------------------- | ---------------------------------------- |
| 1. Jemnice (PSú 4682)                    | 1. Slavonice                             | 2. Písečná                               | 3. Rancířov                              | 4. Podhradí n/D                          | 5. Šafov                                 |
|                                          | (PSú 3688)                               | (PSú 3683)                               | (PSú 3686)                               | (PSú 3689)                               | (PSú 3682)                               |
| 2. Znojmo (PSú 4635)                     | 6. Čížov                                 | 7. Lukov                                 | 8. Devět Mlýnů                           | 9. Hatě                                  | 10. Ječmeniště                           |
|                                          | (PSú 3638)                               | (PSú 3633)                               | (PSú 3636)                               | (PSú 3639)                               | (PSú 3632)                               |
| 3. Hrušovany (PSú 4666)                  | 11. Jaroslavice                          | 12. Hevlín                               | 13. Šanov                                | 14. Novosedly                            | 15. Mikulov                              |
|                                          | (PSú 3668)                               | (PSú 3663)                               | (PSú 3666)                               | (PSú 3669)                               | (PSú 3662)                               |
| 4. Břeclav (PSú 4693)                    | 16. Sedlec                               | 17. Valtice                              | 18. Boří Dvůr                            | 19. Lány                                 | 20. Ruské Domy                           |
|                                          | (PSú 3698)                               | (PSú 3693)                               | (PSú 3696)                               | (PSú 3699)                               | (PSú 3692)                               |

## Dislokace roty PS-útvaru 5688 Znojmo na zámku v Uherčicích

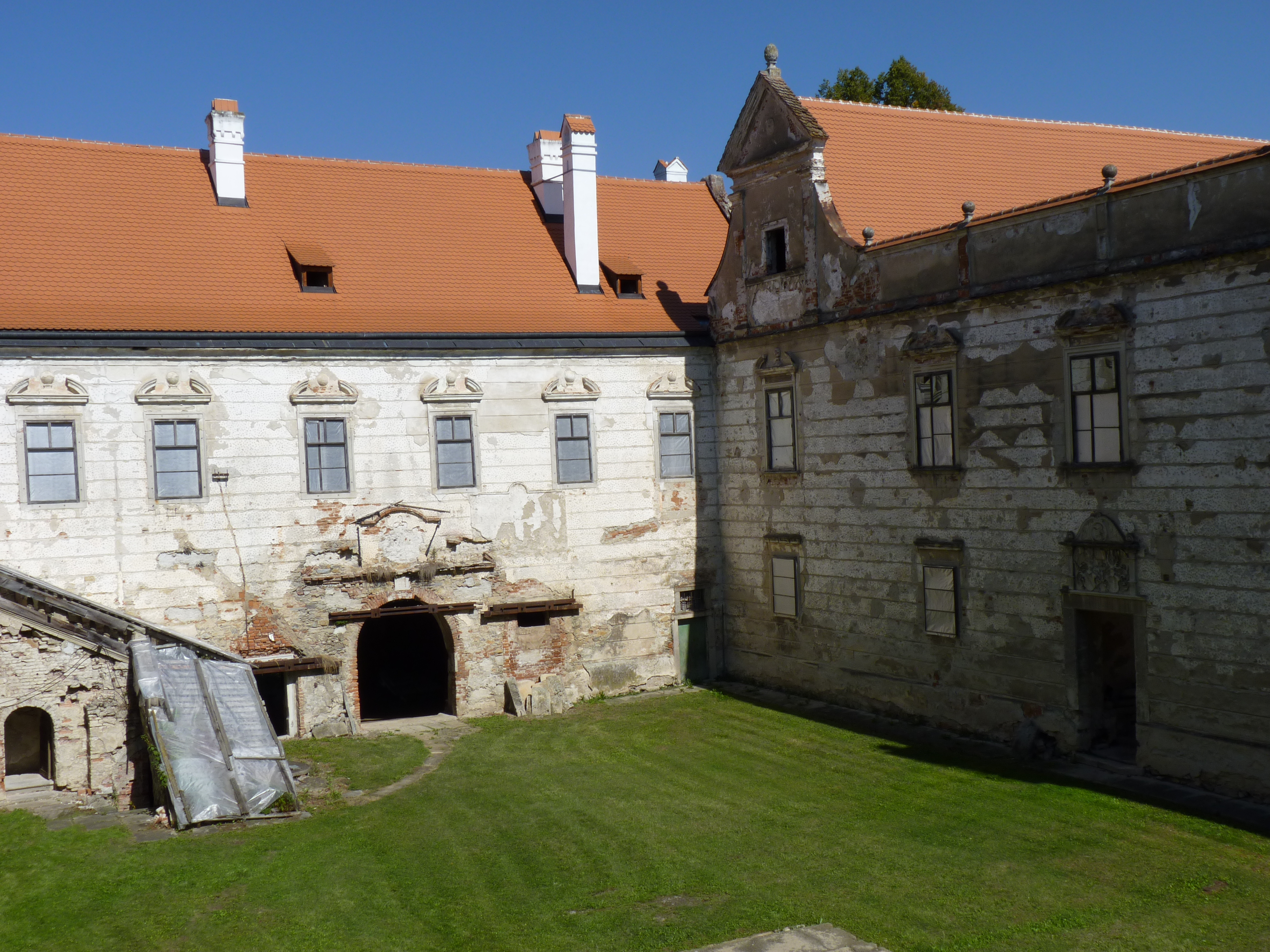
Rota v obci Uherčice byla součástí 4. bPS Znojmo (útvar 5688). Sídlila (od roku 1952) v zámku Uherčice, a to až do roku 1964, kdy se vojáci přestěhovali do nově blíže postavené roty Vratěnín k SH. Zámek postupně chátral a v 80. letech se ocitl až na pokraji zániku

Uherčický zámek spadal pod správu Československého státního statku Jaroměřice nad Rokytnou a od roku 1949 zde fungoval Tábor nucené práce, který byl k velké nelibosti jak státního statku tak i MNV vyklizen na jaře 1951. Správce statku poukazoval, že TNP Uherčice není v takové blízkosti státní hranice jako Valtice a Jaroslavice a dokonce kladné dobrozdání pro zachování pracovního tábora dal i okresní sekretariát KSČ. Dislokace PS měly viditelně přednost. Po likvidaci Tábora nucené práce započala rota Uherčice 5. května 1952 užívat zámecký areál – obytné místnosti vedle kaple, tři zámecká nádvoří, stáje na prvním nádvoří, blíže neurčené prostory a zámecký park, s čímž samozřejmě platil pro civilní obyvatelstvo zákaz vstupu do všech sousedících částí budovy i zámeckého parku. Místní národní výbor proto přenechal PS i dosud užívaný kulturní sál.
31. prosince 1959 předal PS-útvar 5688 Znojmo část zámku správci Československému státnímu statku, n. p. Jaroměřice nad Rokytnou a o užívané části sepsal 1. ledna 1960 nájemní smlouvu na dobu neurčitou (17 místností o rozloze 684 m² s příslušenstvím, chodbami, garáží a záchody), v které byla zahrnuta i povinná údržba zámku. Okresní národní výbor v Moravských Budějovicích (odbor místního hospodářství) určil 28. března 1960 roční nájem ve výši 4 924,80 Kčs. Rota PS zámek užívala, ale o pronajatý majetek se nestarala. V mnoha místnostech se nacházela rozbitá okenní křídla, často bez okenních tabulí. K poškození zámeckých prostor došlo také „přepažováním chodeb, zazdíváním dveří, vybouráváním krbů apod.“ Zámecký park se stal vojenským výcvikovým střediskem pro pohraničníky. V obecní kronice lze najít záznam, „že místní zámek za působení pohraniční stráže chátral, a když vojíni z PS-útvaru potřebovali v zimě dřevo, tak si jej opatřovali ze zámku, čímž zničili také oplocení zámeckého parku, ale nikdo se zajisté nezabýval jeho opravou.” Zničeny byly zámecké interiéry i exteriéry. Na jaře roku 1964 se PS přestěhovala ze zdevastovaného zámku do nových kasáren ve Vratěníně.
| Sestava pohraničních praporů a rot 4. brigády po organizační změně v červnu 1955 | Sestava pohraničních praporů a rot 4. brigády po organizační změně v červnu 1955 | Sestava pohraničních praporů a rot 4. brigády po organizační změně v červnu 1955 | Sestava pohraničních praporů a rot 4. brigády po organizační změně v červnu 1955 | Sestava pohraničních praporů a rot 4. brigády po organizační změně v červnu 1955 |
| 1. prapor Jemnice                                                                | 2. prapor Vranov                                                                 | 3. prapor Znojmo                                                                 | 4. prapor Hrušovany                                                              | 5. prapor Břeclav                                                                |
| -------------------------------------------------------------------------------- | -------------------------------------------------------------------------------- | -------------------------------------------------------------------------------- | -------------------------------------------------------------------------------- | -------------------------------------------------------------------------------- |
| 1. rota Slavonice (typ 56)                                                       | 6. rota Stálky (typ 47)                                                          | 11. rota Podmolí (typ 56)                                                        | 17. rota Dyjákovice (typ 56)                                                     | 24. rota Valtice I (typ 56)                                                      |
| 2. rota Slavětín (typ 56)                                                        | 7. rota Šafov (typ 47)                                                           | 12. rota Devět Mlýnů (typ 56)                                                    | 18. rota Hevlín (typ 56)                                                         | 25. rota Valtice II (typ 56)                                                     |
| 3. rota Písečné (typ 56)                                                         | 8. rota Kr. hájenka (typ 56)                                                     | 13. rota Šatov (typ 56)                                                          | 19. rota Hrabětice (typ 56)                                                      | 26. rota Boří Dvůr (typ 56)                                                      |
| 4. rota Rancířov (typ 56)                                                        | 9. rota Čížov (typ 56)                                                           | 14. rota Hatě (typ 56)                                                           | 20. rota Novosedly (typ 56)                                                      | 27. rota Poštorná (typ 56)                                                       |
| 5. rota Uherčice (typ 56)                                                        | 10. rota Lukov (typ 47)                                                          | 15. rota Ječmeniště (typ 56)                                                     | 21. rota Březí (typ 56)                                                          | 28. rota Lány (typ 47)                                                           |
|                                                                                  |                                                                                  | 16. rota Jaroslavice (typ 56)                                                    | 22. rota Mikulov (typ 56)                                                        | 29. rota Doubravka (typ 47)                                                      |
|                                                                                  |                                                                                  |                                                                                  | 23. rota Sedlec (typ 56)                                                         | 30. rota Ruské Domky (typ 56)                                                    |

## Ženijní a technické zabezpečení státní hranice v letech 1951 - 1955

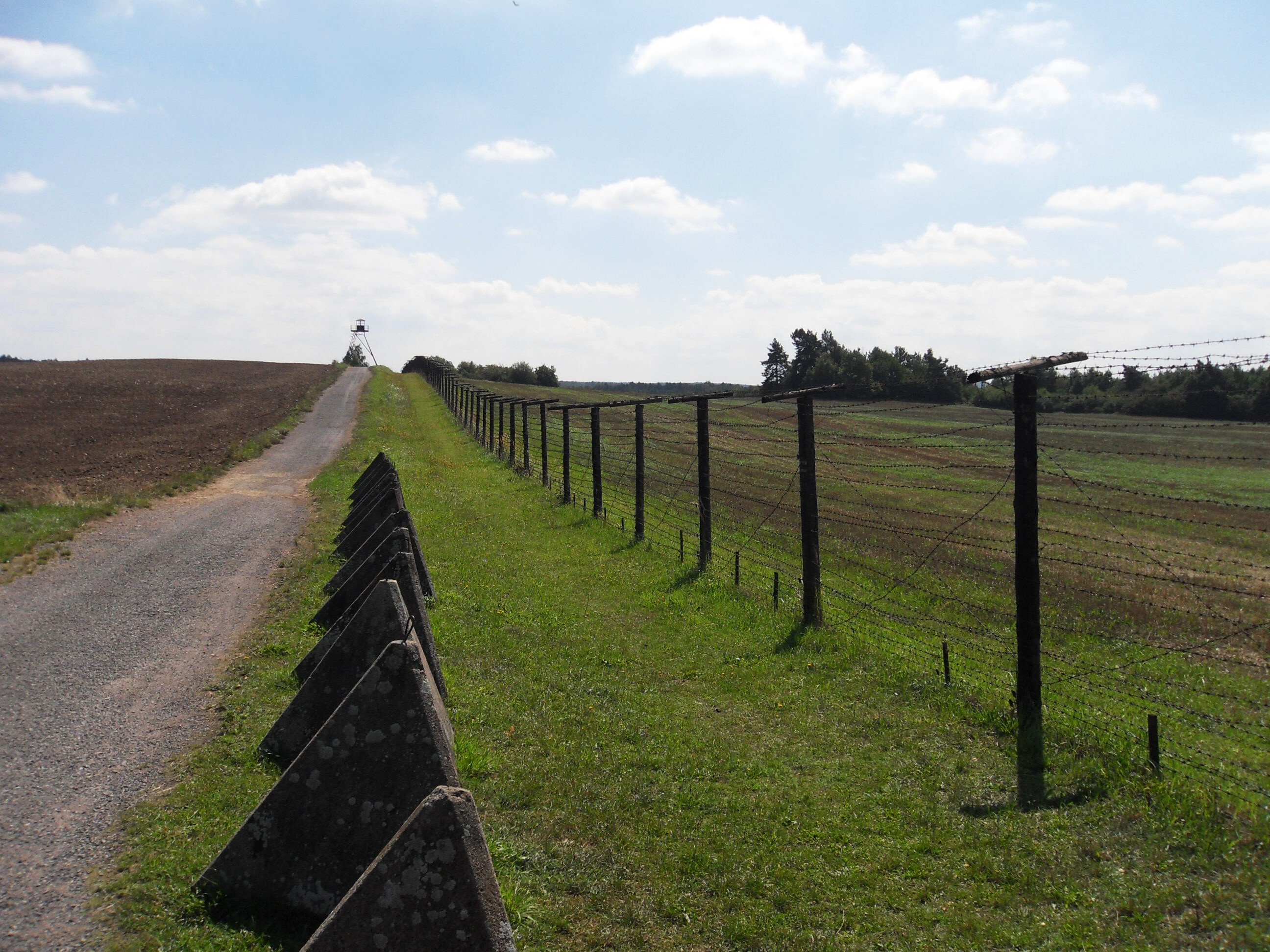
9. rota Čížov - Horní Břečkov. Signální soustava tzv. „Signálka” znemožňovala překonání státní hranice. Několikrát byla přesunována směrem do vnitrozemí. Poslední typ sestával z 20 m široké linie s drátěným plotem a signální stěnou, oraným pásem ošetřovaným totálním herbicidem a obslužnou asfaltovou komunikací. Součástí byla i různá přídavná ženijní zařízení jako třeba ježkové a jehlanové zátarasy, dělobuchy, osvětlovací rampy, strážní věže apod.

První železná opona sestávala z vysokých strážních věží podél hranice. Mezi nimi byly nataženy tři vysoké drátěné ploty. Vrchní drátěné zabezpečení se nacházelo pod vysokým napětím šest až deset tisíc voltů s izolátory na dřevěných kůlech. První drátěný plot byl přibližně metr vysoký, nahoře s dráty pro poplašné zařízení. Plot uprostřed, asi dva metry vysoký, se nacházel pod vysokým napětím. Třetí stěna železné opony bránila zvěři pronikat k elektrické stěně a nebyla vysoká. Na některých místech posilovaly zabezpečení bunkry, minová pole a další nástražná zařízení. PS používala speciálně vycvičené psy pod zkratku SUP – „samostatně útočící pes“. Mezi střežením státní hranice s NSR a střežením státní hranice s Rakouskem se vyskytovaly jisté rozdíly. Útvary na hranici s NSR byly personálně více dotovány. Na hranici s Rakouskem měl od 15. ledna 1952 přejmenovaný znojemský oddíl na 4. pohraniční brigádu menší početní dotace a chudší strukturu, i když střežení státní hranice s Rakouskem probíhalo na delším úseku o 200 km. Roli zde jistě hrála skutečnost pobytu sovětských vojsk na území Rakouska do roku 1955.

### Nástražná osvěcovadla
Nástražné osvěcovadlo patřilo k nejjednodušším a také nejdříve využívaným tzv. ženijnětechnickým opatřením. Prvně zmiňována jsou od srpna 1951 v oblasti rot Mikulov a Sedlec. S hromadným použitím nástrahovadel na signální náboj se u znojemské brigády započalo ještě než byl vystavěn drátěný zátaras a to v lednu 1952. Nástrahovadla v terénu vystřelovala (bez signálního náboje), ale také docházelo ke korozi nástražného drátu a vlhkost ve výmetné trubici vedla ke ztrátě funkčnosti signálního náboje. Docházelo také k častým zraněním pohraničníků.

### Pozorovatelny
První zmínky o výstavbě nových pozorovatelen jsou ze srpna 1951. Využívány byly ale i pozorovatelny původně vystavěné praporem PS Znojmo. Na konci března 1952 měla brigáda 23 věžových pozorovatelen, 9 pozorovatelen na budovách a posedech. Pozorovatelny byly vysoké 14 m. Další věže se stavěly až při budování trasy drátěného zátarasu a kontrolního orného pásu v říjnu 1953. Nakonec je uváděn počet 80 pozorovatelen, které byly telefonicky spojeny s rotou.

### Zabezpečení proti nedovolenému přejezdu vozidel
Zabezpečení proti nedovolenému přejezdu vozidel tvořilo hlavně zabezpečení železničních přejezdů a pak mechanické zábrany různého druhu jako třeba zastavování vlaku na trati Břeclav – Vídeň před státní hranicí, výkolejky v Šatově a vytrhání kolejí ze Slavonic do Rakouska. Brigáda ve Znojmě také zřídila v červenci 1952 detašovanou četu 8. roty Devět Mlýnů v Šatově na železničním přejezdu Šatov-Retz a později pohraniční rotu. Na rotě Poštorná vzniklo počátkem července 1952 detašované družstvo na vídeňské trati z Břeclavi. Do září 1955 vypomáhala také Rudá armáda umístěná na hranici v Rakousku.

### Kontrolní orný pás
S oráním pásu se sice započalo v říjnu 1951, ale vybudovaný pás měl malou operační hloubku, jelikož zemědělská půda v okolí státní hranice byla obdělávána. Kvůli nedostatku techniky prováděla orání pásu místní JZD a STS. To přinášelo také problémy s údržbou, jelikož zemědělci upřednostňovali přirozeně polní práce (například po deštích zůstával na kontrolním pásu škraloup, zarůstal travou a hlídkám to zhoršovalo detekci stop). Během jara 1952 se udává délka zoraného pásu 134 km. Orný pás samozřejmě nebyl vybudován v této době ještě v lesních průsecích, na močálovitém a skalnatém terénu, na březích řeky Dyje a jejích přítocích, na cestách či příkopech. Na zorané pásy pak navazoval jednostěnný drátěný zátaras. Matoucí byly i stopy, které občas zanechávali na trase orného pásu rakouští občané, pracující na polích při státní hranici.
Po kontrole z ministerstva národní bezpečnosti v červenci 1952 bylo zjištěno, že 55 km ze 134 km pásu nevyhovuje. Nové trasování v srpnu a září 1952 už probíhalo s výstavbou drátěného zátarasu. Nová trasa kontrolního pásu neměla tolik zákrut, vedla po vnitřní hranici zakázaného pásma. Do podzimu 1952 tak byl vybudován pás o délce 126 820 m. Chybělo ale stále 8 852 m v obtížnějších úsecích a kontrolní pás na 34 742 m v lese. V roce 1953 se nejprve pracovalo na vytrhávání pařezů v lesních průsecích a následně na zřizování orného pásu. Podle směrnice MNB měl být orný pás dokončen roku 1953, což nestihla znojemská brigáda zejména v úsecích s velkými výškovými převýšeními, na skalnatých a prudkých svazích k řece Dyji. Na údržbu pásu dostala každá rota jeden pár tažných koní, každé velitelství praporů jeden traktor. Po zimě 1954 vykazovala brigáda Znojmo nárůst délky orného pásu na 153,361 km, v těžkém terénu na 3,5 km a mimo les na 2,5 km.

### Výstavba drátěného zátarasu a jeho elektrifikace
Drátěný zátaras byl vytvářen na lesních úsecích rot Slavonice, Písečné a Podhradí (1. prapor Jemnice) a drátěné překážky na úsecích od Podmyče po Hnánice (od detašované čety Kratochvílova hájenka 6. roty Čížov po detašovanou četu Šatov 8. roty Devět Mlýnů). Jediný DZ zřízený mimo les byl vybudován u Mikulova podél trati Mikulov Břeclav v úseku trati u státní hranici. Oproti brigádám na hranici s NSR byla znojemská brigáda s výstavbou DZ a elektrifikací koncem roku 1953 ve skluzu. Elektrifikace proběhla u 21 rot z celkových 25. Výjimkou opět tvořil jen obtížný terén. Elektrifikovat a připojit na síť se podařilo úsek od Poštorné po soutok Dyje s Moravou. Během roku 1954 se již elektrifikace DZ kryla s třístěnným drátěným zátarasem.

### Minování drátěného zátarasu
Koncem června 1952 se započalo u 4. brigády s minováním, přičemž byla vybudována minová pole v délce 7,5 km v lesních úsecích 1. a 2. praporu (Jemnice a Znojmo), u rot 1. Slavonice, 2. Písečné a 7. Lukov. K minování bylo využito protipěchotních min PP-Mi-D s nástražným drátem. Zaminování drátěného zátarasu (červen, červenec 1952) doprovázela řada výbuchů. Miny se dařilo aktivizovat třeba jen usednutím ptáka na nástražný drát, ale i pohybem zvěře, námrazou na drátu nebo nárazem větru. Na jaře pak došlo k přeminovávání nebo dominovávání lesnatých úseků při státní hranici u 1. praporu, exponovaných míst u 2. praporu směrem od roty Devět Mlýnů až po Hatě. Další minové pole sahalo od Ječmeniště směrem na Jaroslavice a končilo u mikulovské roty. Po krátkém přerušení se pole napojovalo u roty Sedlec a končilo u roty Poštorná na břehu Dyje. V květnu 1953 přibyly na úseku u 1. praporu roty 1. Slavonice, 3. Rancířov, 4. Uherčice a u 2. praporu roty Devět Mlýnů 15 km nášlapných minových pol. U Novosedel se zdvojila již pole položená.
Od útěků přes státní hranice odrazovaly možná jen časté výbuchy, jinak se kupily mnohé nevýhody a problémy. Mezi nástražnými dráty a drátěným zátarasem se špatně sekala tráva a u nášlapných min se během prudkých dešťů odplavovala z minového pole půda. Přesto znojemská brigáda pokračovala po provedené elektrifikaci od konce června do konce srpna a později v říjnu 1953 s dalším minováním a minová pole na nástražní drát zabírala skoro 111 km. Samotný drátěný zátaras byl zaminován nástražnými minami bez přerušení od roty Devět Mlýnů (od břehu Dyje) po břeh Dyje u Poštorné. Bez minových polí se nacházely 2., 6. až 8. rota. 4. rota Uherčice stihla položit nášlapné miny jen v části úseku. Po zimě 1953–1954 se znojemská brigáda rozhodla 111 km nástražného minového pole a starého nášlapného pole (26 km) zlikvidovat a v dubnu a květnu 1954 je vyměnit za nášlapné, přesto, že se po deštích objevovaly vyplavené na komunikacích. Takový krok si vyžádal samozřejmě výpomoc. Dorazily jednotky čs. armády 2. vojenského okruhu 8. pevnostní brigády Rajhrad dvou ženijních praporů. Někdy v srpnu a září 1956 bylo i od využívání nášlapného minového pole ustoupeno a počalo se s opětovnou likvidací.

## Ustanovení o pohraničním území z roku 1951

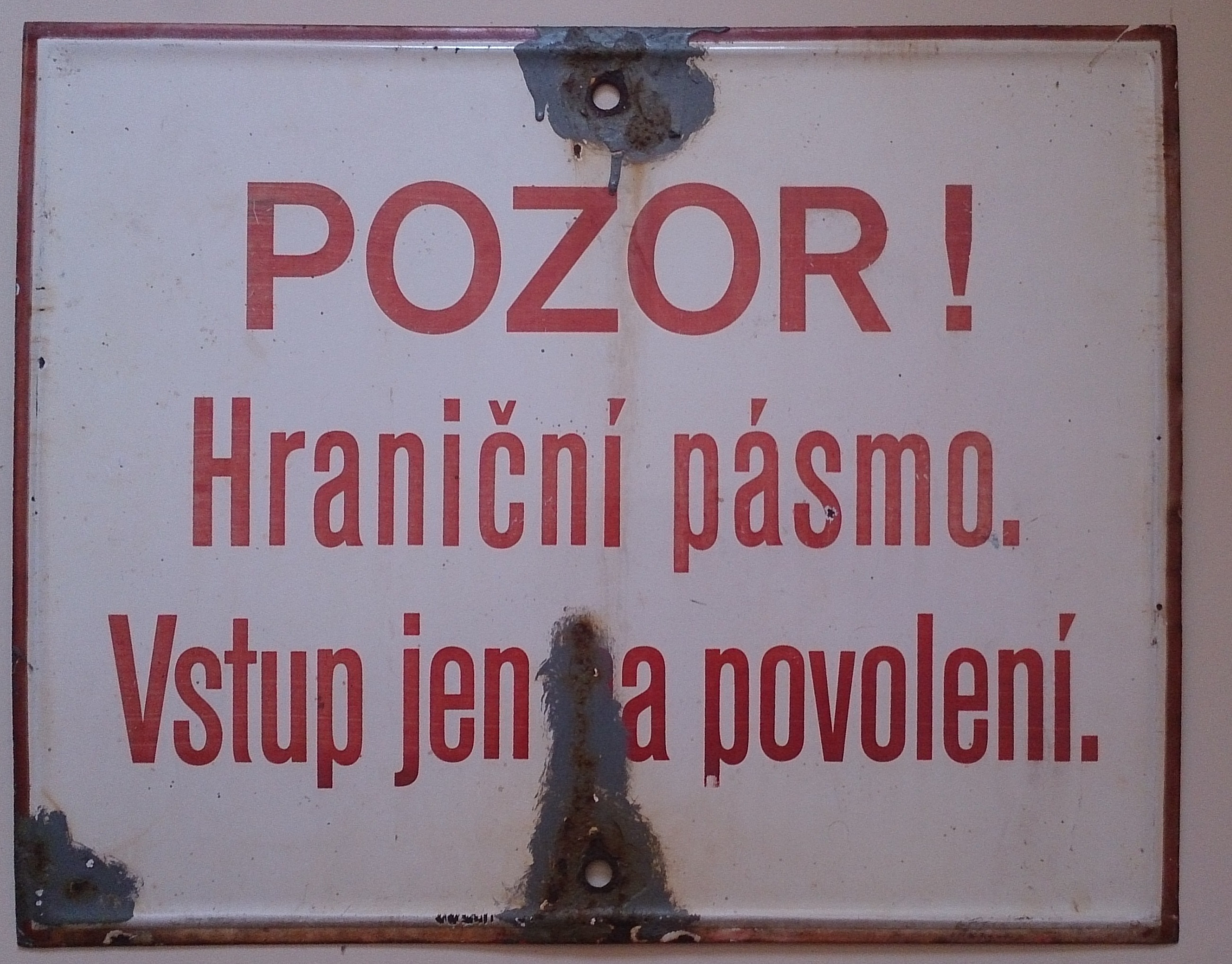
Hraniční pásmo bylo zřízeno výnosem ministerstva vnitra 1. 4. 1950 k ostraze a zajištění „západní“ hranice a lepší kontroly pohraničních území. Postihlo přes 300 obcí. Obyvatelé žijící v hraničním pásmu museli mít povolení pro trvalý pobyt, návštěvníci zvláštní povolení pro přechodný pobyt. Část obyvatel byla z hraničního pásma vystěhována v rámci vysídlení tzv. „státně nespolehlivého obyvatelstva“ z pohraničí. Zakázané pásmo představovalo užší pás podél státní hranice v délce 1 – 2 km od hraniční čáry směrem do vnitrozemí. Bylo zřízeno výnosem ministra národní bezpečnosti v roce 1951 v rámci tzv. Ustanovení o pohraničním území. V letech 1951 – 1952 se odtud muselo vystěhovat veškeré civilní obyvatelstvo (přibližně 1600 osob). (Citace)

Omezení obyvatelstva a dostupnost státní hranice byla řešena již krátce po únoru 1948 za použití celního pohraničního pásma a pohraničního území. Od léta 1949 uvažovalo MV o jednotném zřízení zakázaného pásma podél celé hranice ve vzdušné čáře 2 až 6 km od státních hranic. Povolení ke vstupu měl mít v kompetenci bezpečnostní referent ONV. Obchůzku státní hranice zajišťoval příslušníkům PS již zákon č. 245/1921 Sb. o státních hranicích. To ovšem ÚV KSČ nestačilo a dne 11. 7. 1951 schválilo Národní shromáždění zákon č. 69/1951 Sb. o ochraně státních hranic. Ochrana státní hranice připadla PS, která nyní disponovala pravomocemi vojska i bezpečnostních orgánů. Ministr národní bezpečnosti měl pravomoc (§ 10, odst. 1) na určité části území státu vstup zakázat nebo pohyb na zvláštní propustku v pásmu povolit. Zrovna tak mohl „přenést pravomoc podle odstavce 1 na své podřízené orgány“. Takže návrhy na průběh hraničního a zakázaného pásma podávaly jednotlivé pohraniční brigády a oddíly na velitelství PS.
Ustanovení o pohraničním území (č. S-2231/40-taj.-51) vydané 28. 4. 1951 ministrem národní bezpečnosti Ladislavem Kopřivou se týkalo pohraničních okresů Karlovarského, Plzeňského, Českobudějovického, Jihlavského, Brněnského a Bratislavského kraje. Tato směrnice cílila na obyvatelstvo sídlící při státní hranici, což nakonec vyvrcholilo nuceným vystěhováním „nespolehlivých“ obyvatel do vnitrozemí. Od 1. 6. 1951 bylo zavedeno „Hraniční a Zakázané pásmo“. Vnitřní hranice Zakázaného pásma (ZP) mohla sahat až do 2000 m od státní hranice. Do tohoto pásma směli pouze příslušníci PS ve službě, nikdo zde nesměl bydlet či vstupovat. Propustka do ZP platila od svítání do setmění a jen v doprovodu PS. Hned na ZP navazovalo Hraniční pásmo (HP), které se vyměřovalo do hloubky 2-6 km do vnitrozemí (výjimečně až 12 km).
V listopadu 1951 vyšlo nové a konkretizované Ustanovení o pohraničním území, které navazovalo na zákon č. 69/1951 Sb. o ochraně státních hranic z července 1951. Dne 13. 11. 1951 vydal ministr národní bezpečnosti „rozkaz č. 29/1951, jímž se vydávají prováděcí předpisy k zákonu o ochraně státních hranic“, kde byly mimo jiné citovány směrnice pro povolování vstupu příslušníků SNB a Sboru vězeňské stráže do hraničního a zakázaného pásma (článek 39) a směrnice pro přemístění obyvatelstva ze zakázaného pásma a nespolehlivého obyvatelstva z hraničního pásma (článek 40).

### Život obyvatel v hraničním pásmu
Již od roku 1948 platilo pro obyvatelstvo nařízení „nezdržovat se mimo prostor veřejných cest, silnic a tratí od soumraku do svítání” a k tomu přibyl „zákaz fotografovat a filmovat”. Pohraniční ONV se měl také postarat o práci a ubytování lidem, kteří povolení k pobytu v pohraničním pásmu nedostanou.
„Osoby v hraničním pásmu trvale bydlící, trvale zaměstnané, dále držitelé polností a také lékaři, duchovní atd., jejichž obvod zasahoval do hraničního pásma příslušného okresu, měly dostat povolení vystavené orgánem PS pracujícím při okresním velitelství Národní bezpečnosti. Vydaná povolení podléhala schválení bezpečnostního referenta ONV. Pro přechodný pobyt v pásmu, tj. příbuzným, rekreantům, brigádníkům, měla být vydávána povolení na základě potvrzení bezpečnostního referenta ONV místa bydliště.”
 Pohraniční stráž a pokusy o přechod státní hranice v letech 1951-1955, str. 107
Podle zcela zvláštní směrnice mělo MNB prověřit místní občany a teprve „kladně prověřené“ osoby pak mohly dostat povolení k trvalému pobytu v okrese jejich bydliště. Pro krátkodobé pobyty v hraničním pásmu jako byl třeba výkon zaměstnání, pracovní (služební) cesta, zemědělská práce či návštěva příbuzných se vydávaly propustky, které spadaly nejprve do kompetence příslušného velitelství Národní bezpečnosti dle místa bydliště na základě doporučení ředitele podniku (kádrového pracovníka), ostatním na základě doporučení předsedy MNV.
Pracovní brigáda se mohla uskutečnit jen „v mimořádných a naléhavých případech, kdy zemědělské, lesní nebo jiné práce nemohly být obstarány pracovními silami z hraničního pásma a hrozila tak vážná škoda.“ Brigádníkem mohl být samozřejmě opět jen „spolehlivý” občan. Hromadnou propustku vydávalo velitelstvím Sboru národní bezpečnosti a to na základě již předem schváleného jmenného seznamu, který schválil kádrový referent pracoviště nebo předseda. K tomu se dodávalo taktéž schválení okresního velitelství Státní bezpečnosti. PS už propustky jen kontrolovala. Platil také zákaz rekreace v HP a s ním následovalo odstranění turistických ukazatelů a směrových cedulí. Povoleny byly pouze společné hony a držitelé zbrojního pasu museli být prokádrovanými členy KSČ.

### Sankce za nedodržení a porušení
Postihy začínaly přestupkovým řízením na ONV a končily trestním činem z vyzvědačství. Stanoveny byly také postihy za nedbalou práci kontrolních orgánů, za poškozování značení pásma a pro ty, „kdo se bez zvláštního povolení zdržují mimo prostor veřejných cest, silnic a tratí“.
 „...Kdo však je zadržen v zakázaném pásmu nebo kdo je přistižen při pokusu tam záludně a lstivě vniknout, o tom lze předpokládat, že má v úmyslu bez povolení přejít státní hranici (opustit republiku). V takovém případě jde přinejmenším o pokus trestného činu opuštění republiky podle § 95 trestního zákona, … nejde-li o velezradu podle § 78 trestního zákona, nebo vyzvědačství podle § 86 trestního zákona, což ve většině případů platí o osobách, které jsou zadrženy při přechodu hranic na naše státní území z ciziny...“

## Srpen 1968
Vstup vojsk států Varšavské smlouvy do Československa v srpnu roku 1968 vyvolal negativní reakci i u PS. Protisovětské nálady se projevily dokonce i jejich aktivním odporem proti okupačním vojskům. Jejich postoje nebyly ale jednotné. Někteří příslušníci příchod armád Varšavské smlouvy vítali a těšili se, „že konečně někdo udělá pořádek”, mnoho jich vyčkávalo, jak se situace vyvine, jiní prožívali pocity zrady ze strany dosavadních spojenců. Proto také docházelo k prudkým názorovým roztržkám. Valná většina příslušníků PS, tak jako většina lidí v republice, vstup vojsk Varšavské smlouvy bezprostředně po srpnu odsoudila. Během nastupující normalizace se názorově s politickým vedením ztotožnila a z kariérních důvodů reagovala pak na své chování během srpnových dní s nedůstojnou sebekritikou.
Druhý den po invazi vydal genmjr. Peprný společně se svým zástupcem pro věci politické plk. Antonínem Vachtou telefonicky rozkaz velitelům brigád, že vzhledem k stávající situaci bude patrně nutné umožnit odchod přes státní hranice politicky exponovaným osobám, kterým bude hrozit perzekuce od okupantů a jejich stoupenců. Propouštět za státní hranici se měli funkcionáři KSČ, popřípadě. jejich rodinní příslušníci. V žádném případě tato výsada neplatila pro „obyčejné“ lidi.
Nestandardní jevy u Pohraniční stráže v posrpnovém období roku 1968
Po přepadení armádami Varšavské smlouvy byla situace velmi nepřehledná. Spojení Velitelství pohraniční stráže (VPS) s podřízenými útvary bylo přerušováno, takže VPS nemělo dostatek informací o dění na pohraničních brigádách. Velitel PS Karel Peprný proto 24. srpna 1968 utvořil z důstojníků velitelství výjezdové skupiny, které měly informovat o stanovisku k invazi, o situaci na VPS a v Praze, předat rozkazy a zjistit jaká je situace u jednotlivých brigád. Do Znojma k 4. brigádě byl 25. srpna vyslán příslušník politického oddělení VPS pplk. Petr Soga. V první části instruktáže pro velitelství jednotky šlo především o politické informace k situaci v Československu, o situaci v Praze a na VPS. Druhá utajená část instruktáže byla pouze pro velitele brigád a jejich zástupce pro věci politické, popř. náčelníky štábu. Jednalo se v ní o pokyny k emigraci stranických špiček.

## Odpor proti vstupu vojsk Varšavské smlouvy

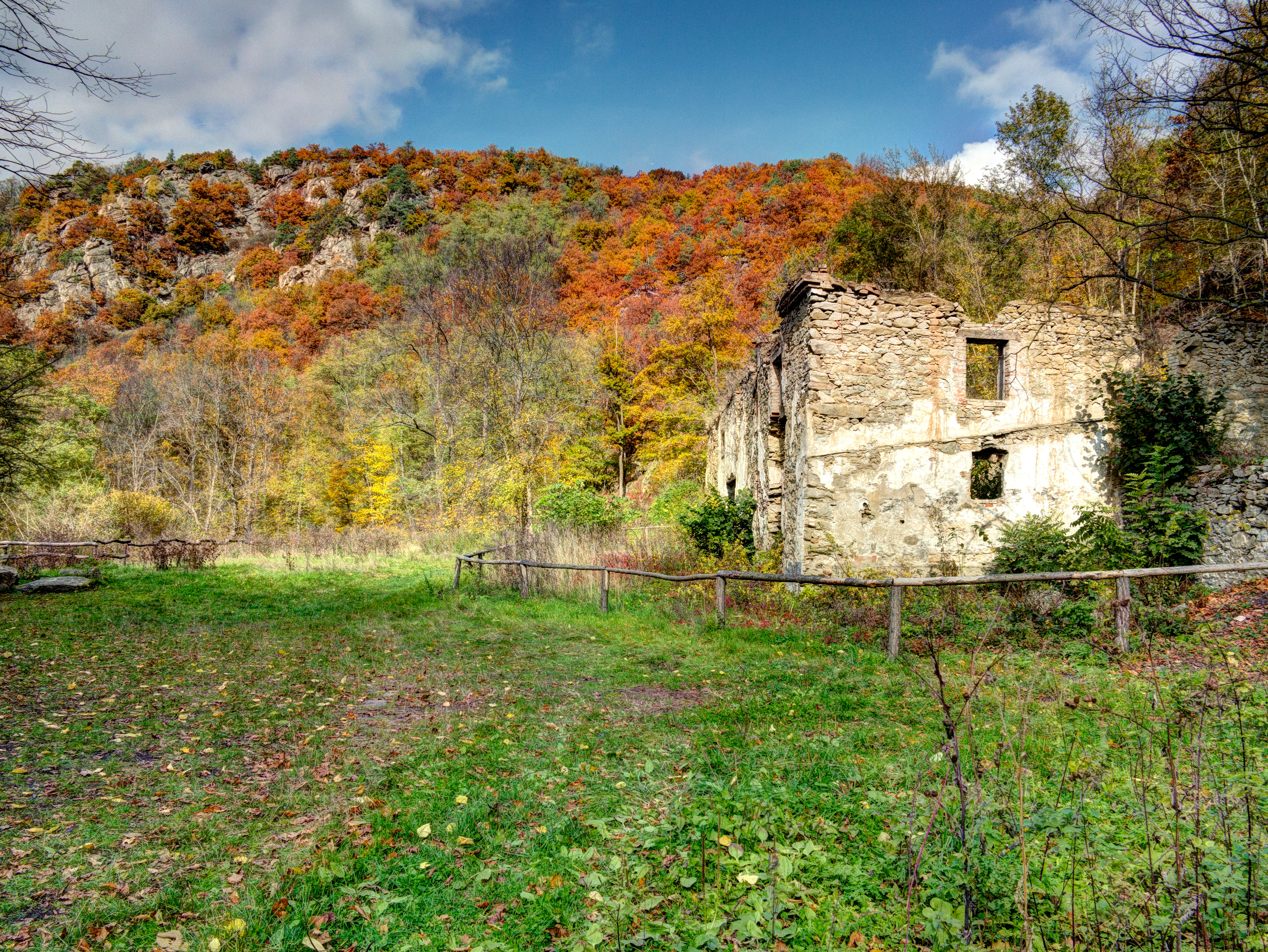
Dnes již neexistuje žádný mlýn z Devíti mlýnů. S vyhnáním zde žijícího obyvatelstva v roce 1945 rychle zpustly a zchátraly tyto budovy, zejména také proto, že noví obyvatelé a vlastníci z Hnanic, Havraníků, Popic, Podmolí a Lukova nesměli do tohoto území vstupovat. Vyhlášeno zde bylo uzavřené vojenské pásmo, budovy byly vyhozeny do povětří a srovnány se zemí, aby byl lepší přehled a volné pole „pro odstřel utečenců z republiky a západních agresorů“. Cesty kolem Dyje byly opuštěny nebo přeloženy, svahy byly opatřeny elektrickým plotem a ostnatým drátem a jen politicky spolehliví a těžce ozbrojení pohraničníci se svými hlídacími psy byli až do roku 1989 jedinými „obyvateli“ Devíti mlýnů. (volně citováno dle Bruna Kaukala na stránkách Správy Národního parku Podyjí)

Vlastenecké cítění a odpor proti vstupu vojsk Varšavské smlouvy se projevovaly i po srpnu a v období následujícím. Chování pohraničníků se tak dalo rozdělit do několika skupin. U znojemské brigády se o proti jiným brigádám, objevilo jen následování rozkazu zřízení záložního stanoviště, použití tiskového materiálu a dezerce.
- zneužití služebních prostředků (radiostanic, reprodukčních zařízení)
- příprava záložních velitelských stanovišť
- zkreslování počtů zdařilých pokusů o překročení hranic
- propouštění zadržených osob v hraničním pásmu bez dalšího postihu zpět do vnitrozemí
- ukrývání zbraní
- příprava tzv. „převodových kanálů“ přes státní hranici, ukrývaní osob v pohraničních objektech a převádění osob přes státní hranici
- dezerce příslušníků PS a následné vyzrazení utajovaných skutečností protivníkovi

### Zneužití služebních prostředků
Politické oddělení znojemské pohraniční brigády vydalo protisovětský leták s výzvou všem pohraničním rotám a leták v ruštině pro sovětské vojáky dislokované na jižní Moravě. Leták například líčil zneužití sovětských vojáků a jejich střelbu do dětí. Politické oddělení pak letáky distribuovalo na pohraniční roty a pohraničníci je následně rozšiřovali mezi sovětské vojáky. Instruktoři stranickopolitické práce mjr. Jaroslav Zdichlavský a mjr. Miroslav Švorčík, zástupce náčelníka klubu ppor. základní služby Ivan Melicharčík a důstojník zbrojní skupiny Julius Frydrych se aktivně na akci s letáky podíleli. U výcvikového praporu v Jemnici vznikla redakční rada časopisu Svoboda. Na vydávání se podílel propagandista praporu mjr. Josef Kalina a zástupce velitele praporu pro věci politické mjr. Oldřich Dolejský. Časopis byl šířen mezi civilní obyvatelstvo a objevovalo se v něm mnoho protisovětských postojů.

### Příprava záložních velitelských stanovišť
Velení PS v čele s genmjr. Peprným se důvodně obávalo, že by okupační vojska mohla usilovat „o převzetí ostrahy hranic do vlastních rukou”. Proto také v případě nutnosti záložní stanoviště doporučil. Pro případ obsazení vytvořil i štáb 4. znojemské brigády záložní velitelské stanoviště. Vybraní příslušníci se 25. srpna na rozkaz a vyhlášené heslo LÍPA přemístili do prostoru Podmolí a Devět mlýnů. Zástupce velitele pro týl sem nechal přivézt potřebný materiál, pohonné hmoty, proviant, munici, apod. Vzhledem k tomu, že velitelství nebylo obsazeno, vrátil se štáb po 27. srpnu s návratem vládních představitelů z Moskvy na své velitelství.

### Dezerce příslušníků PS a vyzrazení utajovaných skutečností protivníkovi
VKR zaznamenala v období od 21. srpna 1968 do 28. února 1969 emigraci celkem 222 příslušníků armády, z toho 29 důstojníků, 9 praporčíků, 134 občanských zaměstnanců a 50 vojáků základní služby. „Ze sestavy PS uprchlo do zahraničí 28 osob, z toho 2 důstojníci, 2 praporčíci, 1 občanský zaměstnanec a 23 pohraničníků základní služby”. Utajované informace o dislokaci, organizaci a struktuře se dostaly za hranice ze 4. znojemské brigády. Také z rot 3., 10., 15., 17., 19., 24., 25. a 27. uprchlí pohraničníci vyzrazovali způsob ostrahy státních hranic, popisovali ženijní zátarasy, délku úseků, činnost jednotky PS po vyhlášení bojové pohotovosti, opěrné body rot, kádrové obsazení a podávali informace o charakteristice velitelů, druhu výzbroje a přibližných počtech u rot. V období 21. srpna – 31. prosince 1968 zběhli do ciziny:
Jiří Markus (naroz. 19. 2. 1947) desátník PVOS, velitel hlásky v Podmolí zběhl do Rakouska spolu se čtyřmi známými z Rumburku 31. 8. mezi půlnocí a rozedněním. Zátaras měl podle zápisu překonat pomocí dvou žebříků odcizených na hlásce.
Alois Pacalaj (nar. 25. 3. 1944) vojín v záloze, povolaný na cvičení k pohraniční rotě Boří Dvůr 4. znojemské brigády, člen KSČ zběhl z hlídky vojína Jana Chovance 12. 9. kolem 19.15 hod. Na místě pohraničníci nalezli signální pistoli a zásobník do samopalu s náboji.
Ladislav Rous (nar. 8. 8. 1937) bývalý příslušník PS, velitel spojovací čety 4. znojemské brigády, později nadporučík SNB ve Všetatech požádal 17. 9. velitele roty PS Dyjákovice o povolení rybolovu před drátěným zátarasem, po jeho svolení následující den přišel opět a chtěl rybařit již na vnější straně zátarasu. Rybolov mu velitel roty povolil pouze v přítomnosti příslušníka velitelství 4. brigády kpt. Baťky, který zde rovněž rybařil. V 18.15 hod. npor. Krym z dyjákovické roty zjistil, že Rous pravděpodobně překročil hranici.
Josef Klement (nar. 3. 9. 1949) vojín 10. roty 4. znojemské brigády PS zběhl v odpoledních hodinách 28. 10. do Rakouska z hlídky na státních hranicích. Odemkl si průchod v zátarasu a jeho nepřítomnost zjistila až kontrolní hlídka obcházející orný pás u signální stěny. Vojín Klement odešel do Rakouska ozbrojený samopalem a 40 ks nábojů.
Timotěj Sollar (nar. 18. 10. 1948) vojín 4. znojemské brigády, zběhl do Rakouska 23. 11. mezi 16.00–17.00 hod. Při výkonu služby na státní hranici opustil stanoviště velitele rozdvojené hlídky a přes Dyji odešel do Rakouska.
Milan Terendy (nar. 21. 12. 1949) vojín, střelec 9. roty 4. brigády, zběhl z hlídky 13. 12. 1968 ve 22.30 hod. Pod záminkou vykonání potřeby se s vědomím velitele hlídky vzdálil k 20 m vzdálenému stohu. Na místě objevila poplachová hlídka Terendyho samopal, služební pes vypracoval jeho stopu vedoucí na státní hranici.

Štefan Guzik (nar. 3. 12. 194[kdy?]) vojín, střelec 15. roty 4. brigády zběhl 25. 12. 1968 mezi 7.30–8.00 hod. z hlídky v úseku roty Jaroslavice do Rakouska. Využil nepřítomnosti velitele hlídky, který odešel z pozorovatelny zkontrolovat úsek zátarasu. Když se velitel hlídky vzdálil asi 800 m, opustil Guzik stanoviště na pozorovatelně, odemkl si průchod v zátarasu a za silného sněžení přešel hranici vzdálenou 500 m do Rakouska.
Nestandardní jevy u Pohraniční stráže v posrpnovém období roku 1968, Pulec Martin, denní hlášení 
Po návratu československých představitelů z Moskvy 27. srpna 1968 se v podstatě PS vrátila k předsrpnové službě a nastoupila kurz normalizace. Neobjevily se žádné hlasy, které by řešily, „zda je správné, aby sotva dospělí muži vykonávající u PS základní vojenskou službu, mohli střílet po neozbrojených československých občanech pokoušejících se nelegálně přejít hranice do Rakouska či Bavorska, zda je v pořádku, aby hranice byly obehnány ostnatým drátem” či se zabývali vylidněným pohraničním územím. Důstojníci PS stáli pouze na straně představitelů pražského jara Alexandra Dubčeka, Oldřicha Černíka a Josefa Smrkovského. Ani jednou z jejich strany nezazněl hlas, který by například prosazoval takovou pohraniční službu, jako měli v ostatních demokratických civilizovaných státech. PS tak ani v srpnových událostech v roce 1968 „ nepřekročila svůj stín“ a dále se s hrdostí hlásila k poválečnému komunistickému totalitnímu režimu. Použití psa k útokům „na volno“ se tak již znovu objevilo v úseku 21. roty a v úseku 20. roty 4. brigády 3. 9. 1968. O den později pokousal vypuštěný služební pes hlídky 20. roty osobu, která se snažila dostat přes hranice. a zrovna tak k útoku „na volno“ došlo u 15. brigády 5. 9. 1968. 26. 9. 1968 se snažil major letectva Josef Franěk o překročení státní hranice na rotě u Mikulova. PS ho zadržela a následně byl stíhán ve vazbě prokurátorem.

## Období normalizace
13. dubna 1970 byl vydán FMV a MZV ČSSR Zákon o cestovních dokladech a v témže roce jednotka Hatě 4. brigády PS Znojmo obdržela vyznamenání Za vynikající práci. Rozkazem ministra vnitra ČSSR nastala další organizační změna, kdy v rámci FMV došlo k vytvoření Hlavní správy PS a OSH, která měla na starosti řízení ostrahy SH celé naší republiky. Byl tak vytvořen jednotný systém OSH. V PS se také obnovilo třístupňové řízení: svazek (brigáda) – prapor – pohraniční jednotka – rota. Jednotný systém vešel v platnost od 1. července 1973. Rok 1973 se také promítl do oddělení pasové kontroly. Následovalo vytvoření čety a roty složené z pohraničníků základní služby, kteří ve funkci mladších kontrolorů spolupracovali na plnění úkolů oddělení pasové kontroly. 24. dubna 1974 FS ČSSR přijalo Zákon o SNB a Celní zákon. Celoplošně se modernizovalo v roce 1974. Pohraniční roty disponovaly radiostanicemi VXW 100 a VXW 020. Nový hraniční přechod Hevlín – Laa a.d. Thaya byl otevřen 28. prosince 1978.
Po roce 1979 se pohraničníci objevili podle nového předpisu v upraveném stejnokroji. Na podzim v říjnu – listopadu v roce 1979 bylo na Hatích a Mikulově rušno. Na těchto HP odhalili pracovníci oddělení pasové kontroly pašování digitálních hodinek do ČSSR. Federální MV udělilo spojovací jednotce PS Znojmo medaili Za zásluhy o SH ČSSR. Za nejlepší hraniční přechody v roce 1983 vyhodnotili představitelé režimu i Hatě (další byly Harachov a Halámky). Jaro 1984 se neslo v duchu budovatelském, v dubnu zahájili ženisté brigády PS Znojmo výstavbu mostu přes řeku Dyji, která byla vyhlášena Stavbou mládeže. Pamětní medaili k 40. výročí osvobození ČSR (1986) si mezi brigádami PS Cheb, Domažlice, České Budějovice, Sušice, Planá u Mariánských Lázní vysloužil také útvar ve Znojmě. Možná zde hrálo roli, že na hraničním přechodu v Mikulově odhalili příslušníci oddělení pasové kontroly tajnou schránku o 2000 kusech řetízků (ze žlutého kovu), 1633 přívěsků (ze žlutého kovu) a 599 náušnic (ze žlutého kovu). Hodnotu zboží ze žlutého kovu tehdy odhadli na 1, 7 mil.

## Po sametové revoluci
Již 11. prosince 1989 započala 4. brigáda PS Znojmo s likvidací ženijnětechnického zabezpečení SH. Velkou slávou se stalo otevření hraničního přechodu Hnanice – Retz dne 22. prosince. 23. prosince 1989 byly symbolicky přestřiženy dráty ženijnětechnického zabezpečení na západních hranicích ministry zahraničních věcí ČSSR a SRN. Ještě před začátkem nového roku (31. prosince) ukončily svou činnost organizace KSČ v PS a orgánech OSH. Od 26. ledna 1990 započala éra otevírání nových hraničních přechodů – na Znojemsku to byl další nový přechod Čížov – Hardegg. Rokem 1990 museli ukončit aktivní službu v PS a orgánech OSH důstojníci a praporčíci spojení s minulým režimem. Řídicích funkcí se ujaly rehabilitované osoby, které měly dovést PS až její k likvidaci.
27. září 1991 vstoupil v platnost Zákon o Federálním policejním sboru a Sboru hradní policie, který byl FS ČSFR schválen 16. července 1991. Podle tohoto zákona Federální policejní sbor zajišťuje OSH ve vymezeném prostoru. Zákon obsahuje ustanovení o Pohraniční a Cizinecké policii. Tímto zákonem byl zrušen Zákon č. 69/1951 o OSH, vyhlášky FMV z roku 1970 a 1984 o pomocnících PS a Nařízení MNB z roku 1951 o právu příslušníků PS použít zbraně.
Pohraniční stráž od roku 1951 do roku 1991 v datech
V roce 1994 se přesunula rota Vratěnín do nového areálu vybudovaném na místě celnice z období první republiky. Jednalo se o menší objekt pohraniční policie Vratěnín, jenž sestával z administrativní budovy celnice-pohraniční policie s odbavovací halou a s vedlejšími stavbami. V suterénu se nacházelo technické zázemí – 5 skladových místností, kotelna s bojlery, dílna, čisticí stanice vody, cela, šatna a laboratoř. V přízemí byla vybavena sedmi kancelářemi, odbavovacím prostorem, sociální zázemím, technickým zázemím a garážemi. V 1. patře využívala pohraniční policie 4 kanceláře, zasedací místnost, sociální zázemí, šatny a umývárny. V obytném podkroví se mimo dvou inspekčních pokojů ještě nalézaly administrativní a skladovací prostory se sociálním zázemím. Areál byl napojen na elektrickou energii, vodovod, slaboproud, splaškové vody odtékaly prostřednictvím čistírny odpadních vod spolu s dešťovými vodami do místní vodoteče – Vratěnínského potoka. Administrativní budova se nachází po pravé západní straně při výjezdu z České republiky směrem do Rakouska. Silnice III. třídy č. 409 28 je na pozemku areálu překlenuta průjezdem, který sloužil jako odbavovací hala vozidel. Odbavovací hala je zastřešena ocelovou nosnou konstrukcí – sedlovou střechou, která vytváří železobetonové krovy, které nesou zděné sloupy vytvářející společně s výplní z Copillitových tvárnic stěnu, která z boční východní strany v podélném směru uzavírá odbavovací halu. Kolmo při jižní straně administrativní budovy je přistavěna garáž. V této samostatné garáži je osazen elektrický zvedák, pokračováním této budovy je garáž o dvou stáních, jež obsahuje náhradní zdroj elektrické energie. Hraniční přechod se nachází v těsné blízkosti hranice s Rakouskem. Od roku 2010 je zde provozován penzion.

## Památníky železné opony
Památník železné opony stojí u obce Kadolec mezi Slavonicemi a Starým Městem pod Landštejnem. Jde o typ železné opony, která používala pro signalizaci pouze slaboproud, na základě zkratu nebo přestřižení ostnatých drátů došlo k vyvolání poplachu na rotě pohraniční stráže. Tento typ signální stěny byl vybudován začátkem 70. let po zrušení vysokonapěťových zátarasů. V Čížově stojí strážní věž, která je součástí památníku s dochovanou ukázkou části bývalé železné opony v tehdejší Československé socialistické republice. Muzeum železné opony ve Valticích se zabývá historií služby na státní hranici s důrazem na období mezi léty 1951 až 1989. Stezka svobody pro turisty i cyklisty vede na území signální stezky, kde do roku 1989 vedl drátěný zátaras a je dlouhá dva a půl kilometru. Stezka zachycuje na třinácti informačních panelech osudy lidí, kteří se pokoušeli zdolat železnou oponu a utéct na Západ.
- Památník železné opony Slavonice – Kadolec
- Památník železné opony Čížov
- Muzeum železné opony Valtice
- Stezka svobody Mikulov